# Gian Piero Gasperini
Gian Piero Gasperini (Grugliasco, 26 januari 1958) is een Italiaans voetbalcoach en voormalig voetballer. Hij werd medio 2025 aangesteld bij AS Roma.

## Spelerscarrière
Gasperini speelde negen seizoenen in de jeugdopleiding van Juventus, waar hij echter nooit kon doorbreken in het eerste elftal. Hij speelde in de lagere reeksen voor AC Reggiana, US Palermo, SS Cavese en AC Pistoiese. In 1985 tekende de middenvelder bij Pescara Calcio. Twee jaar later promoveerde hij met de club naar de Serie A. Hij debuteerde in de Serie A met een doelpunt in de thuiswedstrijd tegen Pisa. In totaal speelde hij vijf seizoenen voor Pescara. Daarna sloot Gasperini zijn carrière af bij Salernitana en Vis Pesaro dal 1898.

## Trainerscarrière
Tussen 1994 en 2003 was Gasperini als coach actief in de jeugdopleiding van Juventus. In 2003 verliet hij Juventus voor de baan van hoofdcoach bij derdeklasser Crotone. In zijn eerste seizoen bereikte de Italiaan promotie met Crotone. Nadat hij twee jaar op rij Crotone coachte in de Serie B trok hij naar de meer ambitieuze reeksgenoot Genoa CFC. In zijn eerste seizoen slaagde Gasperini meteen om de club naar de Serie A te leiden. In het seizoen 2008/09 eindigde hij met Genoa op de vijfde plaats, waarmee de club zich kwalificeerde voor de UEFA Europa League. In november 2010 werd hij echter na een slechte seizoenstart ontslagen. Op 24 juni 2011 maakte Internazionale bekend dat Gasperini Leonardo zou opvolgen als hoofdcoach van de Nerazzurri. Echter werd hij in september 2011 reeds ontslagen na een reeks slechte resultaten. Op 16 september 2012 werd hij aangesteld als coach van US Palermo, waar hij op 4 februari 2013 ontslagen werd. Twintig dagen later werd hij echter opnieuw aangesteld als coach van US Palermo, waar hij twee weken later opnieuw de laan werd uitgestuurd. Op 29 september 2013 bereikte Gasperini een overeenkomst met Genoa CFC, de club waar hij in zijn beginjaren als hoofdcoach succesvol mee was. Hij werd in zijn eerste seizoen na zijn terugkeer veertiende in de Serie A met de club. Het jaar erna volgde een zesde plek. Dit was eigenlijk goed voor kwalificatie voor de voorrondes van de UEFA Europa League, maar Genoa werd hiervan uitgesloten omdat de club geen UEFA-licentie had. Na nog een elfde plek in het seizoen 2015/16 legde Gasperini zijn functie bij Genoa neer. Hij werd in juni 2016 vervolgens aangesteld als coach bij Atalanta Bergamo, de nummer dertien van de Serie A in het voorgaande seizoen, als opvolger van Edoardo Reja. Hij wist de club in het seizoen 2016/17 naar de vierde plaats in de eindrangschikking te leiden, de hoogste klassering ooit van de club uit Noord-Italië.
Op 6 juni 2025 werd Gasperini aangesteld als nieuwe trainer van AS Roma. Hij tekende een contract tot 2028.

## Erelijst

### Als trainer
Atalanta Bergamo
- UEFA Europa League: 2023/24

### Individueel als trainer
- Serie A – Trainer van het Jaar: 2019, 2020
- Gazzetta – Trainer van het Jaar: 2017
- Albo Panchina d'Oro: 2019, 2020
- Serie A – Trainer van de Maand: november 2021

2 Tolói  ·
3 Kossounou ·
4 Hien ·
5 Posch ·
6 Sulemana ·
7 Cuadrado ·
8 Pašalić ·
9 Scamacca ·
11 Lookman ·
13 Éderson ·
15 De Roon ·
16 Bellanova ·
17 De Ketelaere ·
19 Djimsiti ·
22 Ruggeri ·
23 Kolašinac ·
24 Samardžić ·
27 Palestra ·
28 Patrício ·
29 Carnesecchi ·
31 Rossi ·
32 Retegui ·
42 Scalvini ·
44 Brescianini ·
70 Maldini ·
77 Zappacosta ·
93 Soppy ·
Coach: Gasperini